# Violenza contro le persone LGBT
La violenza contro le persone LGBT è posta in essere da azioni volte a ledere l'integrità psicofisica della persona, a causa della propria identità di genere o del proprio orientamento sessuale. Queste condotte possono essere compiute sia da singoli (eventualmente in concorso tra loro) oppure da gruppi organizzati (anche, in alcuni contesti, derivanti da istituzioni governative). La violenza può estrinsecarsi in modi variegati: attraverso condotte fisiche e violente o vessatorie, oppure attraverso l'espressione di giudizi di valore, intesi a ledere la morale della persona che è oggetto della violenza.
Questa violenza può manifestarsi anche su di un piano di condotta socialmente tipica, laddove si tende a sanzionare o stigmatizzare i comportamenti e i costumi che non si confanno alle "norme sociali tipicamente accettate" in una data comunità umana. In inglese quest'ultimo aspetto viene indicato nello specifico come eteronormatività ("heteronormativity"), neologismo che individua - forse in modo poco appropriato - nell'eterosessualità la modalità preferita o normale di orientamento sessuale. In alcuni ordinamenti giuridici l'omosessualità è sanzionata penalmente, cosicché sia la società che le istituzioni di tali Paesi sono legittimate a perpetrare violenza nei confronti delle persone bisessuali, omosessuali e transessuali, la quale può essere estesa anche a soggetti non appartenenti alla comunità LGBT. La violenza contro le persone LGBT rientra tra i crimini d'odio, ossia tra quei reati perpetrati a causa di un'appartenenza, reale o presunta, a determinati gruppi sociali.
Nel caso in esame, il gruppo sociale individuato è composto da persone bisessuali, omosessuali, transessuali o transgender.
Secondo l'Agenzia per i diritti Fondamentali (FRA) dell'Unione europea l'omofobia nel 2009 danneggia la salute e la carriera di quasi 4 milioni di persone in Europa e l'Italia è il paese dell'Unione Europea con il maggior tasso di omofobia sociale, politica ed istituzionale.

## Origini della persecuzione delle persone LGBT

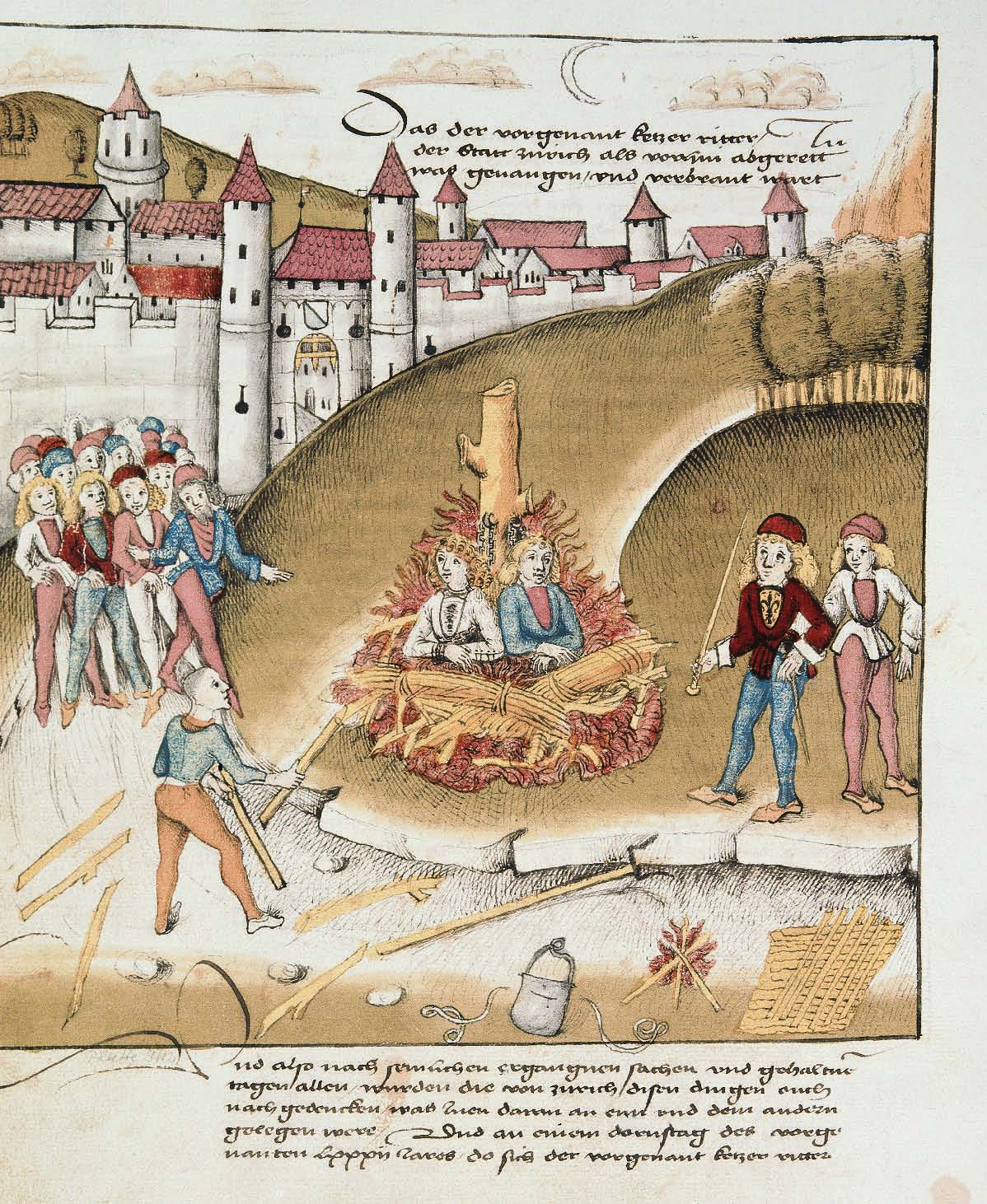
Il rogo di due amanti omosessuali a Zurigo nel 1482.

Prima dell'avvento del Cristianesimo, l'omosessualità, che fosse tra uomini o donne, era socialmente accettata come una normale espressione della sessualità da quasi tutte le culture antiche. Esistono documentazioni che confermano l'esistenza e la normalità di unioni omosessuali sin dagli inizi della storia documentata in Egitto, Cina, Grecia, Roma e Giappone. Tra i più famosi esempi ricordiamo la coppia egiziana Khnumhotep e Niankhkhnum, la coppia greca Armodio e Aristogitone e anche quella romana tra l'imperatore Adriano e Antinoo. Il primo utilizzo documentato del termine "matrimonio" riferito ad una coppia dello stesso sesso si ha nell'Impero Romano. Matrimoni omosessuali sono diffusi in questo periodo (esempio fra tutti, il matrimonio voluto dall'imperatore Nerone con il liberto Sporo).
Però il tutto non era destinato a durare, ed il sorgere del Cristianesimo cambiò le attitudini alle unioni omosessuali e portò alla persecuzione gay e alla nascita della vera e propria omofobia: infatti, già nell'anno 342 gli imperatori convertiti al Cristianesimo Costante e Costanzo II, figli del potentissimo imperatore Costantino I, approvarono una legge riletta da alcuni storici come una legge contro la prostituzione omosessuale, contro il matrimonio omosessuale e, più severamente, contro l'omosessualità in genere. Inoltre, nel 390, gli imperatori cristiani Valentiniano II e Teodosio I dichiararono il sesso omosessuale del tutto illegale, e coloro che si macchiavano di questo delitto erano condannati alla pubblica esecuzione, bruciati sul rogo.
L'imperatore cristiano Giustiniano I (527-565) fece degli omosessuali un vero capro espiatorio per problemi quali "carestia, terremoti, e pestilenze:" questo era solo l'inizio dell'"entrata in vigore" del cristianesimo all'interno dell'Impero Romano.

## Omofobia legale
Sin dalla nascita del Cristianesimo, e successivamente di tutte le religioni sempre più recenti, l'attività omosessuale è stata repressa da diversi corpi giuridici e membri della società predisposti per tale "delitto" mediante pene quali mutilazione, morte, prigionia temporanea o a vita, ammende, esecuzioni pubbliche e ostracismo sociale (con conseguente esilio).
Tali leggi e codici, contrari nella maggior parte dei casi alla sodomia ed ai rapporti intimi, furono in vigore in Europa dal V al XX secolo, mentre in altre regioni (musulmane, asiatiche, centro-americane) sono ancora esistenti. Tra gli Stati che hanno storicamente punito l'omosessualità con la morte ricordiamo:
- La Baghdad abbasidica sotto il califfo Al-Hadi (785-786);
- La città di Firenze durante il Medioevo ed il Rinascimento;
- Il cantone svizzero di Zurigo durante il Rinascimento;
- Il Regno di Francia durante il Medioevo ed il Rinascimento;
- L'Inghilterra dal 1533 al 1861 (vedi Buggery Act 1533);
- La Germania nazista (vedi Storia degli omosessuali nella Germania nazista e durante l'olocausto);
- L'Afghanistan sotto il controllo dei Talebani (1996-2001);
- Gli stati che ancora oggi condannano a morte gli omosessuali sono:
  - Afghanistan
  - Arabia Saudita
  - Autorità Nazionale Palestinese
  - Bangladesh
  - Emirati Arabi Uniti
  - Iran
  - Mauritania
  - Nigeria
  - Pakistan
  - Somalia
  - Yemen
- Molti però sono gli stati che prevedono leggi discriminatorie con punizioni di vario tipo, anche molto gravose (Vedi Omosessualità e legge).

## Omofobia non legale
Cittadini, in forma privata in qualsiasi epoca o luogo, hanno intrapreso azioni illegali per reprimere coloro che erano presunti essere LGBT. In moltissime parti del mondo, tra cui molte europee ed alcune giurisdizioni statunitensi, questi atti possono essere legalmente classificati come crimini d'odio, incrementando la pena risultante se così dichiarati.

## Religioni
Le persone omosessuali sono trattata in modo eterogeneo dai differenti gruppi religiosi. Alcuni di questi considerano l'omosessualità degna di condanna morale e, in alcuni casi, praticano atti discriminatori nei loro confronti. Le confessioni cristiane sono spaccate nella lettura dei testi ritenuti sacri. Ad esempio, secondo una prima interpretazione la Bibbia, nel vecchio testamento, confermerebbe che i rapporti sessuali tra persone dello stesso sesso costituiscono atti peccaminosi, altri invece hanno respinto tale lettura considerandola un'interpretazione errata. Nell'ebraismo sono notevoli le divisioni riguardo all'interpretazione della Torah. A differenza che in passato, nessuna di queste confessioni giustifica più atti di violenza fisica verso le persone LGBT. Esistono tuttavia ministri di culto cristiano che effettuano pratiche esorcistiche sulle persone omosessuali, anche adolescenti, con l'intento di modificare il loro orientamento sessuale che si risolvono in violenze psicologiche. Differente è invece l'approccio della religione islamica verso l'omosessualità e in generale verso la morale sessuale. Vario è il trattamento giuridico e sociale all'interno delle singole correnti di pensiero islamiche.
Oltre alla condanna morale, alcune comunità si spingono a comminare sanzioni giuridiche anche gravi: i rapporti omosessuali portano ufficialmente alla pena di morte in sette nazioni islamiche, ossia Arabia Saudita, Iran, Mauritania, Sudan, Somalia, Somaliland e Yemen. Molte organizzazioni internazionali per i diritti umanitari, come Human Rights Watch e Amnesty International, denunciano la pericolosità tali leggi.
Dal 1994 la Commissione per i diritti umani delle Nazioni Unite ha dichiarato che leggi di questo genere violano i diritti garantiti dalla Dichiarazione universale dei diritti dell'uomo e dal patto internazionale sui diritti civili e politici.

### Esorcismo gay
L'esorcismo omosessuale è in ambito religioso quella forma derivata di pratiche esorcistiche nella quale l'autorità ecclesiastica viene chiamata in causa per sconfiggere l'omosessualità in quanto considerata effetto di una presunta possessione demoniaca: i sostenitori di tale pratica, infatti, mirano a estirpare dall'individuo il "demone dell'omosessualità", che sarebbe fonte di quella che essi considerano una "devianza" sessuale.

#### Pratica esorcistica
Nella pratica, queste forme di esorcismo sono effettuate con l'obiettivo dichiarato di cercare di rimuovere le "attitudini omosessuali" da una persona, e, secondo i gruppi di difesa dei diritti gay, sarebbero molto frequenti. Secondo alcuni esorcisti, a volte la pratica viene richiesta da genitori di omosessuali. In alcuni casi l'esorcismo viene associato a "corsi per guarire dall'omosessualità", alle cosiddette "terapie riparative", ipotizzando una presunta "possessione diabolica" all'origine dell'attitudine sessuale (a sua volta interpretata erroneamente come se fosse un disturbo mentale, contrariamente alla posizione della comunità scientifica), e associando quindi l'omosessualità a una presunta condizione di possessione. Tali pratiche, quindi, oltre a essere prive di qualsiasi valenza scientifica e basate su presupposti controversi, possono produrre danni emotivi significativi in coloro che vi vengono coinvolti.

#### Casi celebri di esorcismo
Roland Stringfellow, un ministro della California, ha dichiarato d'essersi sottoposto a un esorcismo omosessuale negli anni '90, che gli causò "vergogna e imbarazzo". Nel 2009 fu pubblicato un video della durata di 20 minuti sul portale della Chiesa Manifested Glory Ministries di Bridgeport, nel Connecticut (USA): nelle diapositive veniva mostrato un sedicenne oggetto di percosse e altri atti di violenza all'interno di una chiesa da parte di alcuni religiosi ed esorcisti.
Il video fu poi dismesso dal sito, ma qualche tempo dopo venne pubblicato su YouTube, dove suscitò clamore internazionale e proteste da parte dei movimenti gay.
Nel febbraio 2010, in Uganda, anche il reverendo Martin Ssempa eseguì alcuni esorcismi gay, mostrando inoltre alcune scene di film porno gay per affermare il perché della sua posizione contro l'omosessualità.

## Elenco dei principali casi di omo-transfobia
Quest'elenco si propone di mostrare in maniera dettagliata i principali casi di omofobia e transfobia che più hanno caratterizzato la storia mondiale. L'elenco è ordinato in base agli anni in cui gli eventi sono accaduti e sono anche specificati il luogo, un sunto di ciò che accadde e un grado di gravità dell'azione, classificata in base ai danni provocati alla persona/e interessata/e e/o alla comunità/organizzazione/i LGBT interessata/e, su una scala da 1 a 3 in cui:
1. = casi di intolleranza verbale o comunque di basso rilievo (minacce) che però hanno avuto conseguenze, ad esempio, a livello legislativo o nella discussione pubblica; formazione di organizzazioni punitive e/o anti-gay; leggi discriminatorie approvate o proposte (principalmente casi italiani. Vengono omesse le introduzioni di leggi proibitive nei confronti delle persone LGBT in altre nazioni, dato il grandissimo numero, con l'eccezione di alcuni casi americani ed europei (britannici, tedeschi, russi, ecc.) più rilevanti).
2. = casi di danni o percosse a persone; assalti; raid punitivi di varia natura; intimidazioni fisiche, stupri.
3. = casi di torture; tentato omicidio; omicidio singolo o di massa; esecuzioni perseguite in termini di legge; istigazione al suicidio.

Da sottolineare che il grado di gravità delle azioni è relativo, dato che se da una parte si ha la palese dimostrazione di un'applicazione omofobica alla realtà come l'assassinio (grado 3), d'altra parte una più modesta dimostrazione dell'omofobia come può essere una dichiarazione da parte di un leader, l'introduzione di leggi discriminatorie o la fondazione di organizzazioni anti-gay (grado 1) non equivale ad una giustificazione di tali azioni ma ad un complesso intreccio di eventi che, in molti casi, porta ad azioni caratterizzate da un grado più elevato, ad esempio istigando persone a commettere azioni di maggior gravità, giustificando tali azioni con un'ideologia o diffondendo tale ideologia o opinione discriminante all'interno di una società. Benché sarebbe opportuno inserire nella seguente lista tutti i delitti che si sa essere stati motiviti da omofobia, tale opzione risulta di notevole difficoltà e di opinabile enciclopedicità. Si preferisce quindi inserire in essa quei casi di violenza che più hanno scosso l'opinione pubblica. Si tenga però a mente che se per ogni anno, all'incirca, viene presentato un caso, esso è accompagnato da tutta una serie di casi analoghi, intrapresi per le stesse o simili cause e tutti a loro volta causa di numerose discussioni pubbliche, locali o non. Questo discorso è da farsi maggiormente per gli eventi che partono dagli anni sessanta e arrivano ai giorni nostri.
| Anno      | Titolo | Luogo                                  | Evento | Gravità |
| --------- | --- | -------------------------------------- | --- | ------- |
| 342       | Adozione di leggi omofobiche                                                                                          | Impero Romano                          | I figli di Costantino I, Costante e Costanzo II, approvano una legge riletta da vari storici come una legge contro la prostituzione omosessuale, contro il matrimonio omosessuale e, più severamente, contro l'omosessualità in genere. Comunque, due anni dopo, Costantino I distrusse il blocco su cui tale legge era descritta, benché essa rimase legale. | 3       |
| 529       | Omosessualità illegale nell'Impero Bizantino                                                                          | Impero Bizantino                       | Il Corpus iuris civilis, una raccolta di materiale normativo dell'imperatore bizantino Giustiniano, mette al bando l'omosessualità nell'Impero Bizantino. | 3       |
| 589       | Persecuzioni della prima Spagna cattolica                                                                             | Spagna                                 | Nella primitiva Spagna medievale, invasa dai Visigoti, dopo la conversione dall'Arianesimo al Cattolicesimo, inizia una grande persecuzione di capri espiatori nel tentativo di unire la maggioranza ispano-romanica con la minoranza visigotica. Questi capri espiatori includono più notevolmente gli omosessuali e gli ebrei. L'omosessualità viene criminalizzata. | 3       |
| 785       | Prima criminalizzazione in Medio Oriente                                                                              | Baghdad                                | Per la prima volta in Medio Oriente l'omosessualità viene criminalizzata, dal califfo abbasidico al-Hadi. | 3       |
| 1051      | Libro di Gomorra | Italia                                 | San Pier Damiani pubblica il Libro di Gomorra, nel quale descrive luridamente molte varianti di sesso omosessuale e afferma la sua comune attuazione, specialmente tra preti, condannandola. | 1       |
| 1102      | Concilio di Londra | Londra                                 | Il Concilio di Londra prende misure per assicurare che il popolo inglese, abbastanza tollerante all'omosessualità del tempo, sappia della sua peccaminosità, realizzando un significante mutamento nell'atteggiamento della chiesa nei confronti dell'omosessualità, chiesa che precedentemente era stata più o meno indifferente al riguardo, o che condannava in modo moderato. Molti preti erano omosessuali, motivo in più per un cambiamento simile, ma molti furono nel vero senso della parola dei riformatori morali, come Bernardo di Cluny, chiamato per effettuare il cambiamento. | 1       |
| 1327      | Esecuzione di Edoardo II d'Inghilterra                                                                                | Berkeley, Gloucestershire, Inghilterra | Il deposto Re Edoardo II d'Inghilterra, presumibilmente, venne penetrato analmente e in profondità da un attizzatoio incandescente, uccidendolo. Edoardo II, molto noto come icona omosessuale, ebbe una storia personale di conflitti con la nobiltà del suo regno, i cui massimi esponenti chiesero ripetutamente di bandire il suo amante Pietro Gaveston Conte di Cornovaglia. | 3       |
| 1347-1354 | Processo a Rolandino Roncaglia                                                                                        | Venezia, Italia                        | Processo per sodomia a Rolandino Roncaglia, evento che al tempo fece scalpore. Egli confessò che “non ebbe mai rapporti sessuali né con sua moglie né con alcuna altra donna perché non sentì mai alcun appetito carnale né riuscì mai ad ottenere l'erezione del membro virile”. Morta di peste la moglie, Rolandino iniziò a prostituirsi, vestendosi da donna in quanto “dato che ha aspetto, voce e movenze femminili – sebbene non possegga l'orifizio femminile ma abbia membro e testicoli come i maschi – molti reputavano che fosse donna a causa appunto del suo aspetto esteriore”. Fu bruciato al rogo il 28 marzo 1354. | 3       |
| 1370      | Caso di Jan van Aersdone e Willem Case                                                                                | Anversa, Belgio                        | Jan van Aersdone e Willem Case furono due uomini giustiziati ad Anversa negli anni 1370. La colpa loro attribuita fu sesso omosessuale, illegale e strenuamente diffamato nell'Europa medievale. Aersdone e Case risaltarono tra gli altri giustiziati per il ricordo che si ebbe della loro esecuzione. | 3       |
| 1370      | Caso di Giovanni Braganza e Nicoleto Marmagna                                                                         | Venezia, Italia                        | Un'altra coppia ancora nota del XIV secolo fu quella di Giovanni Braganza e Nicoleto Marmagna, giustiziati a Venezia. | 3       |
| 1530      | In laudem sodomiae seu pederastiae                                                                                    | Italia                                 | Monsignor Giovanni Della Casa (1503-1556) scrive il In laudem sodomiae seu pederastiae, un trattato anti-sodomita. | 1       |
| 1533      | Buggery Act 1533 | Inghilterra                            | Re Enrico VIII d'Inghilterra avvia la tradizione inglese di leggi anti-sodomite, proclamando la sodomia, definita come una qualsiasi attività sessuale non procreativa/riproduttiva, un crimine. Questa includeva la masturbazione, il rapporto anale e quello orale a dispetto del genere o dei generi coinvolti. | 3       |
| 1540      | Condanna di Benvenuto Cellini                                                                                         | Francia                                | L'orafo, scultore, scrittore e artista italiano viene processato per sodomia dopo una denuncia da parte di una sua modella. Fuggirà dalla Francia per tornare in Italia. | 2       |
| 1541      | Caso di Nicholas Udall                                                                                                | Inghilterra                            | Nicholas Udall (chierico, drammaturgo e capo college di Eton) fu la prima persona ad essere condannata per mezzo del Buggery Act. Essendo la prima e non essendovi aggravanti la pena fu mutata nella reclusione. | 2       |
| 1550      | Caso di Francesco Calcagno                                                                                            | Brescia                                | Processo che fece scalpore su un prete bresciano, Francesco Calcagno, accusato di essere un libertino omosessuale e condannato a morte per luteranesimo. | 3       |
| 1595      | Inquisizione di Prospero Farinacci                                                                                    | Roma                                   | Il famoso penalista venne accusato di sodomia nel 1595. Grazie alla sua grande attività di inquisizione in molti processi per il suo stesso reato, gli fu concessa la grazia da Papa Clemente VIII, che pronunciò il giudizio, divenuto poi celebre: "La farina è buona, è il sacco che è cattivo". | 2       |
| 1624      | Caso di Richard Cornish                                                                                               | Virginia                               | Richard Cornish della Colonia britannica della Virginia viene giudicato ed impiccato per sodomia. È uno dei primi casi di applicazione di leggi anti-sodomia nel nuovo mondo. | 3       |
| 1640      | Caso di John Atherton                                                                                                 | Inghilterra                            | John Atherton (vescovo di Lismore e Waterford) viene accusato di sodomia con un uomo, John Childe, giudicato e condannato a morte in base al Buggery Act 1533. Secondo le testimonianze confessò la sua colpevolezza prima dell'esecuzione, mentre durante il processo si era dichiarato innocente. Alcuni storici hanno affermato che John Atherton fu vittima di una cospirazione per screditare lui e i suoi protettori. | 3       |
| 1649      | Primo processo anti-lesbismo                                                                                          | Plymouth (Massachusetts)               | La prima dichiarazione di colpevolezza con l'accusa di lesbismo avviene in Nord America nel marzo 1649, quando Sarah White Norman è accusata di “Comportamenti lascivi anche insieme ad altri su di un letto”, insieme a Mary Vincent Hammon nella località di Plymouth, Massachusetts. Hammon aveva meno di 16 anni e non fu giustiziata. | 3       |
| 1661      | Condanna di Jacques Chausson                                                                                          | Parigi                                 | Lo scrittore francese fu arrestato e processato nel 1661. Lo stesso anno fu condannato al rogo, con previo taglio della lingua. | 3       |
| 1701      | Caso di Padre Giuseppe Beccarelli                                                                                     | Brescia                                | Iniziano le numerose inchieste sul parroco, accusato di sodomia e di eresia. Il caso sconfinò in tutta Italia, provocando clamore. Il prete fu alla fine condannato alla prigionia a vita. | 2       |
| 1726      | Raid alla molly house di Mother Clap                                                                                  | Londra                                 | La “molly house (=casa d'incontri omosessuali inglese)” di Mother Clap, a Londra, viene attaccata dalla polizia con il risultato della morte di Clap e l'esecuzione a Tyburn (Londra) di tutti gli uomini arrestati. | 3       |
| 1779      | Omosessualità illegale negli USA                                                                                      | USA                                    | Negli Stati Uniti d'America, Thomas Jefferson prepara un abbozzo dello statuto criminale della Virginia, che prevedeva come punizione per sodomia la castrazione. La legge diceva: “Chiunque sarà colpevole di stupro, poligamia o sodomia con un uomo od una donna, dovrà essere punito; se un uomo, con la castrazione, se una donna, con la perforazione attraverso la cartilagine del suo naso di un foro di diametro pari a mezzo pollice almeno”. | 3       |
| 1832      | Articolo 995 del codice penale russo                                                                                  | Russia                                 | La Russia criminalizza gli atti omosessuali rendendoli punibili da cinque anni di esilio in Siberia, come stabilito dall'articolo 995 del suo nuovo codice penale. | 2       |
| 1861      | Articoli 420-425 del codice penale italiano                                                                           | Italia                                 | Con l'unione d'Italia e la sovranità del Regno di Sardegna si estesero a livello nazionale gli articoli 420-425 del codice penale sabaudo per gli atti omosessuali fra maschi (il lesbismo non era contemplato, né concepito). Tutto ciò avvenne nonostante l'eccezione del Regno delle due Sicilie, considerata l'omosessualità un “carattere particolare delle popolazioni meridionali”. | 2       |
| 1871      | Paragrafo 175 | Germania                               | L'omosessualità viene criminalizzata in tutta la Germania mediante il Paragrafo 175 del codice penale del Reich. | 3       |
| 1873      | Arresto di Simeon Solomon                                                                                             | Londra                                 | Il pittore Simeon Solomon viene arrestato per la sua omosessualità per la prima volta (la seconda volta in Francia). La sua carriera viene stroncata da tali arresti. | 2       |
| 1888      | Processo a Luigi Pissavini                                                                                            | Roma                                   | A Roma viene processato e imprigionato il senatore Luigi Pissavini reo di aver compiuto atti omosessuali con ragazzi, a fronte però di una congiura nei suoi confronti. | 2       |
| 1889      | Scandalo di Cleveland Street                                                                                          | Londra                                 | In Inghilterra si ha lo Scandalo di Cleveland Street, che fece scalpore per il coinvolgimento di alte autorità in un'incursione ad un bordello omosessuale. L'evento acuì la diffamazione dell'omosessualità. | 2       |
| 1895      | Processo a Oscar Wilde                                                                                                | Inghilterra                            | Il processo ad Oscar Wilde si conclude con l'accusa di “Grande Indecenza” secondo l'Atto Emendativo della Legge Penale del 1885 e l'autore viene condannato a due anni di prigione. | 2       |
| 1903      | Primo raid della polizia negli USA                                                                                    | New York                               | Il 21 febbraio la polizia di New York conduce la prima incursione documentata negli Stati Uniti di una sauna gay, gli Ariston Hotel Baths. 26 uomini vengono arrestati, 12 processati per sodomia e 7 uomini vengono condannati da 4 a 20 anni in prigione. | 2       |
| 1907      | Caso di Adolf Brand                                                                                                   | Germania                               | Adolf Brand, leader attivista della Gemeinschaft der Eigenen per la rimozione del Paragrafo 175, pubblica un articolo che svela l'omosessualità del cancelliere tedesco, il principe Bernhard von Bülow. Il principe chiama in giudizio Brand per diffamazione e lo copre di mala reputazione; Brand viene condannato a 18 mesi in prigione. | 1       |
| 1930      | Codice Rocco | Italia                                 | Viene modificato il Codice Rocco in materia delle condanne per omosessualità voluto dal regime fascista. Alla fine di una lunga discussione si ammise che stabilire una legge a tal riguardo equivaleva a dire che in Italia vi fosse la presenza di tale “vizio”. Per tali motivi e, erroneamente, considerando minima la presenza omosessuale in Italia, si decise di affidare i vari casi all'intervento della polizia che, dopo aver sottoposto il caso alla Commissione Provinciale, doveva provvedere alla diffida o all'ammonizione e al diffido. Oltre 20000 uomini furono ammoniti e diffidati. Molti furono spediti nelle isole del Mediterraneo (prevalentemente le Isole Tremiti). Oltre a ciò, era pensiero comune nel regime che tali questioni dovessero essere affidate alla Chiesa cattolica. | 2       |
| 1933      | Primi omosessuali nei lager                                                                                           | Germania                               | L'NSDAP (Partito Nazionalsocialista dei Lavoratori Tedeschi) proibisce i gruppi omosessuali. Gli omosessuali vengono mandati in campi di concentramento. I nazisti bruciano la libreria dell'Institut für Sexualwissenschaft (Istituto per la Ricerca Sessuale) di Magnus Hirschfeld e distruggono l'intero istituto. | 3       |
| 1933      | Primi omosessuali nei gulag                                                                                           | Russia                                 | L'articolo 121 del codice criminale russo prevede la reclusione nei gulag degli omosessuali. La persecuzione russa sarà continuativa fino al 1992, producendo la condanna di cinquantamila maschi omosessuali. | 3       |
| 1933      | Arresto di Kurt von Ruffin                                                                                            | Germania                               | L'attore Kurt von Ruffin viene arrestato e condotto nei campi di concentramento secondo l'articolo 175, dopo una denuncia estorta da un altro omosessuale sotto tortura. Fu uno dei sopravvissuti. | 3       |
| Dal 1935  | Arresti di Albrecht Becker, Heinz Dörmer, Pierre Seel e Karl Gorath                                                   | Germania                               | Albrecht Becker, Heinz Dörmer, Pierre Seel e Karl Gorath vengono, separatamente, arrestati e condotti nei campi di concentramento secondo l'articolo 175. Sono 4 dei cinque sopravvissuti alla persecuzione omosessuale nazista testimoni nel documentario Paragraph 175. | 3       |
| 1935      | Arresto di Karl Lange e di Paul Gerhard Vogel                                                                         | Germania                               | Karl Lange e Paul Gerhard Vogel vengono, separatamente, arrestati e condotti nei campi di concentramento secondo l'articolo 175. Sono due dei sopravvissuti ancora viventi. | 3       |
| 1936      | Assassinio di Federico García Lorca                                                                                   | Spagna                                 | Federico García Lorca, poeta spagnolo, viene fucilato per omosessualità agli inizi della guerra civile. | 3       |
| 1937      | Arresto di Friedrich-Paul von Groszheim                                                                               | Germania                               | Friedrich-Paul von Groszheim viene arrestato secondo il Paragrafo 175. Verrà arrestato altre volte. Le torture da lui subite sono tra le peggiori (maltrattamenti, torture, castrazione, prigionia). | 3       |
| 1937      | Triangolo rosa | Germania                               | Anno del primo utilizzo del triangolo rosa per gli uomini omosessuali nei campi di concentramento nazisti. | 1       |
| 1939      | Arresto di Heinz Heger                                                                                                | Germania                               | Heinz Heger viene arrestato e condotto nei campi di concentramento secondo l'articolo 175. Fu il primo a fornire un documento sulla persecuzione nazista degli omosessuali. | 3       |
| 1940      | Arresto di Henny Schermann                                                                                            | Germania                               | Henny Schermann, lesbica ed ebrea, viene arrestata come giudaica nel 1940 e condotta nei campi di concentramento. Dopo due anni fu condotta in un ospedale psichiatrico specializzato nell'eliminazione di elementi "asociali", a causa della sua omosessualità, dove venne uccisa in una camera a gas. | 3       |
| 1930-1945 | Esperimenti di Carl Vaernet                                                                                           | Germania                               | Il dottore nazista Carl Vaernet utilizza iniezioni ormonali ed altre tecniche con lo scopo di "curare l'omosessualità" durante il periodo nazista. Le cavie sono i prigionieri omosessuali nei campi di concentramento, che vengono, così, trucidati nelle sperimentazioni. | 3       |
| 1945      | Mantenimento del Paragrafo 175                                                                                        | Germania                               | Successivamente alla liberazione dai campi di concentramento da parte delle forze Alleate, coloro che erano internati per omosessualità non vengono liberati, ma viene richiesta la loro incarcerazione per i rimanenti anni di condanna stabiliti dall'ancora vigente Paragrafo 175. | 2       |
| 1950      | Lavender Scare | USA                                    | 190 individui americani vengono congedati dall'occupazione governativa per il loro orientamento sessuale, iniziando così la “Lavender Scare” (terminologia che si riferisce alla persecuzione americana nei confronti degli omosessuali; è associata alla “Red Scare” o “Maccartismo”, riferito alla mentalità anti-comunista. Entrambe iniziate negli anni cinquanta). | 1       |
| 1953      | Processo a Gino Olivari                                                                                               | Italia                                 | Gino Olivari viene processato per alcuni articoli sull'omosessualità. Verrà poi assolto. | 1       |
| 1954      | Caso di Alan Turing                                                                                                   | Inghilterra                            | Alan Turing (matematico e logico britannico) muore di avvelenamento da cianuro, 18 mesi dopo essergli stato imposto un trattamento di ormoni riducenti la libido per un anno, come punizione per la sua omosessualità. | 3       |
| 1939-1969 | Terapie di conversione                                                                                                | Soprattutto USA                        | Dal 1939 al 1969 (Moti di Stonewall) le "terapie di conversione" ebbero il loro "periodo d'oro" di trattamenti aggressivi sugli omosessuali e furono largamente approvate dalle eminenti autorità psichiatriche. Tra i vari ricercatori ad eseguire tali terapie ricordiamo: Edmund Bergler, Irving Bieber, Albert Ellis, Abram Kardiner, Sándor Radó e Charles Socarides. Tali studiosi abbandonarono completamente le ipotesi freudiane. Le idee di "terapia riparativa" furono soppiantate in gran parte dopo i Moti di Stonewall, ed anche fino allora furono contrastate dall'azione di molti scienziati (es. Evelyn Hooker e Martin E. P. Seligman) che già ne annunciavano, oltre che l'inefficacia, la probabile e riscontrata dannosità. Rimasero comunque alcuni rami filo-religiosi, ancora esistenti. | 1       |
| 1960      | Legge n. 2990 | Italia                                 | L'On. Clemente Manco, del Movimento Sociale Italiano (MSI) propone la legge nº 2990: “Chiunque ha rapporti sessuali con persona dello stesso sesso è punito con la pena della reclusione da sei mesi a due anni... Se dal fatto deriva pubblico scandalo, la pena è aumentata... ecc.” | 2       |
| 1960      | Scandalo dei Balletti verdi                                                                                           | Brescia                                | Scandalo nato da un'inchiesta de Il Giornale di Brescia e da un trafiletto de L'Unità. Essa si occupava dei nascenti ambienti omosessuali, accusati di essere ritrovi per rapporti sessuali su minorenni. Il nome era ricavato dalla parola "Balletti", con cui genericamente si indicavano i casi di cronaca sessuale, e "verdi", colore da sempre associato all'omosessualità (dovuto al garofano verde caratteristico di Oscar Wilde). L'inchiesta andò avanti 4 anni e nello scandalo oramai diffuso furono fatti i nomi di numerose personalità famose. Alla fine, quasi nessuno degli imputati fu processato e per molti fu proclamata l'amnistia. | 2       |
| 1961      | Legge n. 2990 | Italia                                 | L'on. Bruno Romano, del PSDI, presenta una proposta di legge che vede la condanna fino a dieci anni per chiunque abbia rapporti omosessuali, e fino a venti se ci sono aggravanti. | 2       |
| 1961      | Dichiarazione del Vaticano                                                                                            | Vaticano                               | Il Vaticano dichiara che a chiunque sia “affetto dall'inclinazione perversa” non dovrebbe essere permesso di prendere i sacramenti religiosi né essere ordinato nella Chiesa Cattolica Romana. | 1       |
| 1964      | Decreto n. 496 | Italia                                 | Viene approvato il decreto nº 496 l'«Elenco delle imperfezioni e delle infermità che sono causa di non idoneità al servizio militare». Le imperfezioni sono «personalità abnormi e psicopatiche (impulsivi, insicuri, astenici, abulici, depressivi, labili di umore, invertiti sessuali), dopo osservazione in ospedali militari» (art. 28), e «le sindromi psico-neurotiche (nevrasteniche, isteriche, ossessive ed ansiose, associate o no a segni di neurodistonia ed a manifestazioni organo-neurotiche)» (art. 29). | 1       |
| 1965-1968 | Istituzione delle Unità Militari di Aiuto alla Produzione, in spagnolo Unidad Militar de Ayuda a la Producción (UMAP) | Cuba                                   | Numerose persone furono arrestate e deportate negli UMAP a causa della loro omosessualità, poiché nell'ideologia castrista i maricones ("finocchi") erano considerati espressione dei valori decadenti della società borghese. Ad esse si aggiunsero anche dissidenti politici e coloro che rifiutavano l'ateismo di stato. Nel 1965 si contavano 45.000 prigionieri. Gli UMAP erano campi di concentramento in cui i detenuti erano destinati al lavoro agricolo forzato secondo il motto "El trabajo los harà hombres" ("Il lavoro li renderà uomini") e erano costretti a vivere in condizioni malsane, subendo pratiche lesive dei diritti umani, specialmente rivolte nei confronti degli omosessuali, come l'uso di diverse forme di tortura fisica e psicologica (tra cui elettroshock, stimolazione delle fobie dei detenuti, scarpe di piombo, finte esecuzioni, somministrazione forzata di droghe come il tiopental sodico). | 3       |
| 1967      | Incursione al Black Cat Bar                                                                                           | San Francisco                          | Incursione della polizia nel bar per omosessuali. L'evento promosse l'attività per i diritti omosessuali. | 2       |
| 1969      | Caso di Ermanno Lavorini                                                                                              | Italia                                 | Il tredicenne Ermanno Lavorini, scomparso da casa, verrà poi trovato morto. L'assassinio subito imputato all'ambiente gay, si scoprirà essere stato poi compiuto da dei suoi coetanei, col fine iniziale di un rapimento, finito male. | 1       |
| 1969      | Moti di Stonewall | New York                               | A New York hanno luogo i Moti di Stonewall, una serie di violenti scontri tra omosessuali e polizia, iniziati con l'incursione della polizia nel bar Stonewall Inn nel Greenwich Village. Ciò avvenne precisamente la notte tra il 27 e il 28 giugno 1969 ed è proprio per commemorare quest'inizio della rivolta, considerato anche l'inizio effettivo del movimento di liberazione omosessuale moderno, che il 28 giugno è stabilito come data della “Giornata Mondiale dell'Orgoglio LGBT” altresì detto “Gay Pride”. I moti sconvolsero la pubblica discussione in tutto il mondo. | 1       |
| 1970      | Articolo di Guido Maria Baldi                                                                                         | Italia                                 | Il Messaggero pubblica l'articolo «Furore», di Guido Maria Baldi. L'autore parla di «simboli demoniaci della nostra età: la bomba atomica e l'orgoglio spavaldo della omosessualità»: «di fronte ad un siffatto verminoso male, quali sono i rimedi? I gendarmi e le carceri o magari la forca e la frusta?». Baldi è contrario a «l'inaudita richiesta di profanare il matrimonio consentendo un crisma legale ad unioni abominevoli contro natura» ... «Max Nordau, in un celeberrimo libro dedicato a Cesare Lombroso, sulla scia di Kraft-Ebing e di Morel... sosteneva che i degenerati devono perire». L'articolo fa discutere le associazioni gay ed i simpatizzanti. | 2       |
| 1972      | Manifestazione a Campo de' Fiori                                                                                      | Roma                                   | Manifestazione gay a Campo de' Fiori, una delle piazze considerate meno ostili della capitale. In tale episodio alcuni extraparlamentari rovesciano secchi d'acqua sui protestanti, diviene nota l'esclamazione di un militante di Potere Operaio: «Perché, mo' pure li froci dicono che lavorano?». | 1       |
| 1974      | Nascita della Love In Action (LIA)                                                                                    | USA                                    | Fondata da John Evans e dal reverendo Kent Philpott. Fu il primo gruppo per divulgare casi di omosessuali che sarebbero stati convertiti o che avrebbero imparato ad astenersi da atti omosessuali o dalle tendenze omosessuali. È noto per gli scandali accaduti negli anni novanta e duemila. | 1       |
| 1974      | Brunswick Four | Toronto                                | Le Brunswick Four vengono arrestate il 5 gennaio a Toronto, Ontario. Questo incidente di lesbofobia galvanizza la comunità lesbica e gay di Toronto. | 2       |
| 1975      | Morte di Pier Paolo Pasolini                                                                                          | Roma                                   | Lo scrittore e cineasta viene ucciso brutalmente a bastonate. Fino al 2005 unico colpevole (per confessione) è Pino Pelosi. Nel 2005 Pelosi ritratterà tutto, dichiarandosi innocente ed affermando che l'esecuzione dell'autore fu effettuata da tre uomini siciliani e che il suo silenzio era stato fino allora motivato dalla paura di ripercussioni sulla sua famiglia. Sin dall'inizio fu comunque palese il movente discriminatorio. | 3       |
| 1976      | Nascita della Christian Voice                                                                                         | USA                                    | Robert Grant fonda la Christian Voice, con lo scopo di avvalorare la sua crociata nazionale anti-diritti-omosessuali negli Stati Uniti. | 1       |
| 1976      | Nascita della Exodus International                                                                                    | USA                                    | Nasce l'Exodus International, organizzazione del movimento Ex-gay che adopera i propri metodi di conversione su quelle persone che desiderano modificare in eterosessuale il proprio orientamento. L'ideologia nasce dal concetto fondamentale cristiano che l'omosessualità è un peccato e dal concetto secondo cui l'omosessualità non è una scelta benzì una conseguenza negativa dovuta a vari fattori. La società opera nel campo ed è l'organizzazione Ex-gay più rilevante. | 1       |
| 1978      | Assassinio di Harvey Milk e George Moscone                                                                            | San Francisco                          | Il supervisore Harvey Milk ed il sindaco George Moscone vengono assassinati dal precedente supervisore Dan White per motivi omofobici. | 3       |
| 1979      | Assalto a Tennessee Williams                                                                                          | Key West, Florida, USA                 | Il drammaturgo statunitense Tennessee Williams viene assalito da cinque adolescenti a Key West. L'autore ne esce gravemente ferito. L'episodio era parte di una grande ondata di violenze omofobe ispirate da un giornale anti-gay redatto da un locale ministro battista. | 2       |
| 1979      | Chiusura della Gay House                                                                                              | Roma                                   | Chiusura della Gay House in seguito a vari boicottaggi del Comune di Roma. | 1       |
| 1980      | Delitto di Giarre | Giarre                                 | Antonio Galatola e Giorgio Agatino Giammona, due ragazzi gay di 15 e 25 anni, vengono trovati morti sotto un pino marittimo di fronte all'attuale ITIS. Secondo le indagini, avrebbero obbligato un tredicenne ad ucciderli con una pistola. | 3       |
| 1982      | Omicidio di Salvatore Pappalardo                                                                                      | Roma                                   | Il delitto avvenne per motivi omofobici sul Monte Caprino di Roma. | 3       |
| 1983      | Divieti a Roma | Roma                                   | La Questura di Roma vieta le iniziative del movimento gay nelle piazze (ergo dei primi tentativi di introdurre il Gay Pride). | 1       |
| 1983      | "La Piaga Gay" | USA                                    | L'AIDS viene descritto come una "Piaga Gay" dal reverendo Jerry Falwell. | 1       |
| 1985      | Legge sul servizio militare                                                                                           | Italia                                 | Cambiamento della legge sul servizio militare. Gli art. 28 e 29 diventano il II ed il 41/b. Il primo riguarda la concessione di esser riformati se si rientra in una serie di «personalità caratteriopatiche con anomalie comportamentali (impulsività, esplosività, devianze sessuali, tossicodipendenze, ecc.), ad implicanza sociopatica». Il secondo elenca le «personalità fragili, insicure, abuliche, asteniche, labili di umore, anacastiche, immature, tossicofiliche, sessualmente deviate, chiaramente emergenti, senza implicanze sociopatiche; trascorso, ove occorra, il periodo della rivedibilità». | 1       |
| 1986      | Chiusura discoteca gay                                                                                                | Bologna                                | Chiusura, da parte di tre poliziotti, della discoteca gay bolognese Steps. | 1       |
| 1986      | Cura pastorale delle persone omosessuali del Cardinal Ratzinger                                                       | Vaticano                               | Testo Completo | 1       |
| 1986      | Caso americano Bowers contro Hardwick                                                                                 | Georgia (USA)                          | La Corte Suprema statunitense approva la legge in Georgia (USA) che proibisce il sesso anale e orale tra omosessuali, affermando che tale diritto costituzionale della privacy non si estende alle relazioni omosessuali, pur non specificando se tale legge si estenda agli eterosessuali. | 1       |
| 1987      | Dichiarazioni di Eugenio Scalfari                                                                                     | Italia                                 | 27 novembre – Il Direttore de la Repubblica, Eugenio Scalfari, pubblica sul Il Venerdì un articolo nel quale dichiara la sua contrarietà alla possibilità che un omosessuale diventi Presidente della Repubblica Italiana o capo del Governo. | 1       |
| 1989      | Necessità di centralini SOS                                                                                           | Italia                                 | A causa dei numerosi eventi di abusi, soprusi o maltrattamenti delle persone LGBT, cominciano i primi gruppi di Gay Counseling (in forma privata) curati dal Dr. Maurizio Palomba, per un «approccio psicologico specifico indirizzato alla comunità gay». L'anno successivo anche il Dr. Roberto Del Favero, a Milano, inizierà un'attività simile. Di lì a poco nasce S.O.S. Gay, un centralino contro i soprusi ideato da Massimo Mariotti, a Milano. | 2       |
| 1989      | Campagna contro il linguaggio offensivo de Il Messaggero                                                              | Roma                                   | Rome Gay News lancia una campagna di boicottaggio contro il “linguaggio offensivo” usato dal quotidiano Il Messaggero diretto da Mario Pendinelli. In pochi giorni la rivista riceve centinaia di lettere, telefonate e fax di solidarietà (e di protesta contro il giornale) da tutto il mondo. Il 6 novembre, a New York, Act Up esamina la «situazione italiana» e si muove a favore di un riconoscimento delle richieste dell'RGN da parte de Il Messaggero, minacciando di marciare sul consolato italiano. | 1       |
| 1990      | Boicottaggio de l'Avvenire                                                                                            | Roma                                   | Il supplemento domenicale dell'Avvenire, RomaSette, con un articolo oggettivamente discutibile, firmato dal presidente dell'Azione Cattolica romana, attacca l'ennesima richiesta di una sede rivolta da Massimo Consoli al sindaco della città. | 1       |
| 1990      | Caso della Philip Morris                                                                                              | USA                                    | La multinazionale Philip Morris è accusata di finanziare il senatore anti-gay del North Carolina, Jesse Helms, noto per la distribuzione di svastiche mediante uno dei suoi prodotti più popolari, le sigarette Marlboro. Ciò provochera varie ripercussioni, anche in Italia, in termini di boicottaggio della marca. | 1       |
| 1991      | Diffamazione di Calegari                                                                                              | Vaticano, USA                          | Il presidente degli 86 gruppi di gay cattolici americani riuniti nell'organizzazione Dignity, Kevin Calegari (1958-1995), arriva a Roma per restituire indignato al prefetto Ratzinger la dichiarazione dottrinale del cardinale che sostiene la necessità di continuare a “debellare” gli omosessuali. Tornato in America, si diffama la convinzione che lo stesso Calegari abbia trasformato i cinque collaboratori della Gay House che lo hanno assistito in «cattolici della sezione italiana di Dignity». | 1       |
| 1992      | Omicidio di Allen Schindler                                                                                           | USA                                    | Un marinaio statunitense viene assassinato da un commilitone mentre si trovano di stanza in Giappone, la motivazione è l'odio nei confronti dei gay | 3       |
| 1992      | Nascita della NARTH                                                                                                   | USA                                    | Fondazione della Narth (National Association for Research & Therapy of Homosexuality = Associazione Nazionale per la Ricerca e la Terapia dell'Omosessualità), fondata da Joseph Nicolosi, Benjamin Kaufman e Charles Socarides. L'organizzazione si propone di attuare una terapia di conversione chiamata terapia riparativa come un metodo per modificare l'orientamento sessuale di omosessuali e bisessuali e considerando queste due caratteristiche dell'individuo delle vere e proprie malattie. La NARTH andrà così scontrandosi da allora con le principali organizzazioni psichiatriche mondiali, dalle quali spesso i fondatori e medici del NARTH vengono espulsi o criticati. Tali organizzazioni, ognuna delle quali ha rimosso prima o dopo l'omosessualità dai propri manuali diagnostici, includono: l'American Psychiatric Association, l'American Psychological Association, l'American Counseling Association, la National Association of Social Workers, l'American Academy of Pediatrics, l'American Association of School Administrators, l'American Federation of Teachers, la National Association of School Psychologists, la National Education Association la Human Rights Campaign.                                                | 1       |
| 1993      | Assassinio di Walther Norbert Heymann                                                                                 | Roma                                   | Walther Norbert Heymann, conosciuto come La Maga di Piazza Navona, viene trovato ucciso nella sua abitazione di Trastevere. Il caso avrà grandi ripercussioni sui riconoscimenti LGBT. | 3       |
| 1993      | Silenzio giornalistico di Fininvest                                                                                   | Italia                                 | Con la parola d'ordine «È vero che Berlusconi odia i gay?», la Gay House minaccia di boicottare i prodotti che sponsorizzano i programmi della Fininvest, per protestare contro il silenzio giornalistico sulle questioni LGBT di Rete 4, Canale 5 e Italia 1. | 1       |
| 1993      | Primo scandalo della LIA (Love In Action)                                                                             | USA                                    | Dopo che l'amico di John Evans (fondatore), Jack McIntyre, si suicidò per disperazione dovuta alla sua incapacità di cambiare le sue tendenze, Evans lasciò il progetto denunciandone la sua pericolosità. È riportato dal Wall Street Journal del 21 aprile 1993 che Evans dichiarò: "stanno distruggendo le vite di molte persone. Se non fate come dicono loro dicono che non siete amati da Dio e che andrete all'inferno. Stanno vivendo in un mondo di fantasia." | 3       |
| 1993      | Caso di Brandon Teena                                                                                                 | USA                                    | Brandon Teena, un transgender maschile americano, viene stuprato ed ucciso. Da tale scandalo fu tratto il film Boys Don't Cry | 3       |
| 1994      | Divieto di manifestare il proprio pensiero                                                                            | Italia                                 | Massimo Consoli fa la richiesta di poter adottare un bambino, creando scalpore. Il cardinale Ersilio Tonini lo attacca su Epoca per la sua «pretesa». Lo stesso giorno Consoli è ospite del programma di Giancarlo Magalli, I Fatti Vostri, e alla sua intenzione di rispondere al prelato, una segretaria di redazione gli intima di «non parlare del cardinale, non parlare dei preti, non parlare del Vaticano, non parlare della Chiesa, non parlare di Dio... parla solo del tuo desiderio di avere un bambino, e basta!» | 1       |
| 1995      | Chiusura dell'Ompo's                                                                                                  | Roma                                   | Il vice ispettore Giuseppe Miracapillo ed altri quattro agenti del commissariato Celio, fanno irruzione nella sede dell'Ompo's, operando alcuni sequestri e chiudendo l'associazione diretta da Anselmo Cadelli. | 1       |
| 1996      | Dossier del ministero dell'interno sull'omosessualità                                                                 | Italia                                 | Massimo Consoli intervista per RGN l'ex-Ministro degli Interni, il leghista Roberto Maroni. Maroni confessa l'esistenza di dossier sull'omosessualità di personaggi che possono rappresentare un «pericolo» per il Paese. | 1       |
| 1997      | Bombardamento dell'Otherside Lounge                                                                                   | Atlanta, Georgia (USA)                 | Eric Rudolph, terrorista statunitense ricercato dall'FBI, motivato dalle campagne anti-aborto e anti-omosessualità, bombarda il bar lesbo Otherside Lounge. L'uomo è famoso anche per gli attentati durante i Giochi della XXVI Olimpiade, nella stessa città. | 3       |
| 1998      | Caso Matthew Shepard                                                                                                  | Stati Uniti d'America                  | Matthew Shepard viene assassinato per la sua omosessualità, aprendo una grande discussione mondiale sui crimini d'odio. | 3       |
| 1999      | Omicidio di Barry Winchell                                                                                            | Stati Uniti d'America                  | Un soldato di fanteria statunitense viene assassinato da un commilitone per motivi omofobi | 3       |
| 1999      | Bombardamento in Sudafrica                                                                                            | Città del Capo                         | Il bar gay Blah Bar viene bombardato ferendo due persone. | 3       |
| 1999      | Bombardamento in Inghilterra                                                                                          | Londra                                 | Il bar gay Admiral Dunkan viene bombardato ferendo settanta persone e uccidendone 3. La bomba di chiodi viene posizionata dall'attivista neonazista David Copeland mentre cerca di intraprendere un'azione punitiva etno-omosessuale. | 3       |
| 2001      | Caso del “Cairo 52”                                                                                                   | Egitto                                 | 52 omosessuali vengono arrestati mediante la legge imprecisa varata nel 1961 contro la depravazione. Il processo si concluderà nel 2003 con la prigionia di 21 degli accusati ed il rilascio dei restanti. | 2       |
| 2001      | Gay Pride di Belgrado                                                                                                 | Belgrado                               | Molti protestanti interrompono il primo Pride di Belgrado. | 2       |
| 2002      | Assassinio di Pim Fortuyn                                                                                             | Paesi Bassi                            | Il politico olandese Pim Fortuyn, apertamente omosessuale, viene assassinato da Volkert van der Graaf per motivi discriminatori. | 3       |
| 2002      | Assassinio di Gwen Araujo                                                                                             | Newark, California, USA                | La ragazza transessuale viene uccisa da un gruppo di ragazzi. (Vedi la voce Gwen Araujo) | 3       |
| 2002      | Assassinio di Philip Walsted                                                                                          | Tucson, Arizona, Stati Uniti d'America | Un ventiquattrenne gay viene ucciso per la strada a colpi di mazza da baseball da un giovane neonazista. | 3       |
| 2002      | Caso di Bertrand Delanoë                                                                                              | Parigi                                 | Il politico e sindaco di Parigi, gay dichiarato, viene pugnalato non fatalmente per motivi discriminatori. (Vedi Bertrand Delanoë) | 2       |
| 2003      | Ribaltamento delle leggi anti-discriminatorie                                                                         | Italia                                 | Secondo il decreto legislativo n. 216 del 9 luglio 2003, le clausole introdotte sanciscono che l'orientamento sessuale può assumere rilevanza nel valutare se un cittadino è idoneo o meno ad entrare o permanere nelle Forze armate, in quelle di Polizia e nei Vigili del Fuoco. Il Ministero della Difesa ha quindi varato un regolamento con il quale ha dichiarato di poter lecitamente trattare, per fini istituzionali, anche i dati sensibili riguardanti la vita sessuale dei dipendenti (Decreto Ministeriale 13 aprile 2006, n. 303 Archiviato il 24 settembre 2015 in Internet Archive.). Analoghi regolamenti varati da parte di altri ministeri (Interno, Giustizia, Economia e Finanze), dichiarano invece di poter trattare tale tipo di dato nei dipendenti, solo per quanto attiene l'eventuale riattribuzione di genere (cosiddetto "cambiamento di sesso"). Le predette clausole contenute nel decreto legislativo n. 216 del 2003 vengono abrogate soltanto nel 2008 dalla legge n. 101/2008. Va ricordato come invece la presenza di omosessuali nell'ambito militare e, soprattutto, in quello delle Forze di polizia, sia considerato sovente all'estero del tutto lecito, tanto da avere un'organizzazione sindacale a livello europeo. | 1       |
| 2004      | Omicidio di FannyAnn Eddy                                                                                             | Sierra Leone                           | FannyAnn Eddy, attivista LGBT, viene stuprata, pugnalata e uccisa tramite rottura del collo. | 3       |
| 2005      | Violenza da un seguace hareda                                                                                         | Gerusalemme                            | Yishai Shlisel, un seguace fondamentalista del Giudaismo Hareda pugnala tre persone che marciavano al gay pride di Gerusalemme, affermando di essere stata guidata da Dio. | 2       |
| 2005      | Secondo scandalo alla LIA (Love In Action)                                                                            | Stati Uniti d'America                  | Nel mese di giugno 2005, un ragazzo di 16 anni del Tennessee, Zach Stark, inizia a postare nel suo MySpace la sua esperienza nel "rifugio" di conversione sessuale cristiano. È scandalo a livello internazionale sulle metodologie dell'organizzazione (vedi la sezione relativa nella voce Ex-gay). In seguito a questi eventi, dopo vari tentativi dello Stato del Tennessee di far chiudere l'associazione (vani), un'indagine dal Dipartimento di Salute portò ad una protesta formale, perché il gruppo lavorava senza l'autorizzazione dei ragazzi, e quindi illegalmente. Il LIA ha smesso di accettare malati mentali e di dispensare farmaci, e nel febbraio 2006 lo Stato del Tennessee ha cessato l'azione legale. | 2       |
| 2005      | Omicidio di Paolo Seganti                                                                                             | Roma                                   | Paolo Seganti viene ucciso a coltellate e bastonate da almeno due individui mai identificati mentre innaffiava le piante del suo orticello nel parco delle Valli a Conca d'oro a Montesacro, nessuna azione di arresto è stata adottata contro i responsabili. | 3       |
| 2006      | Caso di Mahmoud Asgari e Ayaz Marhoni                                                                                 | Iran                                   | Vengono giustiziati, accusati di altri delitti ma in realtà per la loro omosessualità, due adolescenti gay, Mahmoud Asgari e Ayaz Marhoni. | 3       |
| 2006      | Gay Pride di Mosca | Mosca                                  | Il primo Gay Pride di Mosca termina nella violenza a causa di moltissimi contrappositori di varie fazioni politiche, sociali, religiose o indipendenti. | 2       |
| 2007      | Dichiarazioni di Mahmud Ahmadinejad                                                                                   | Iran                                   | Il presidente iraniano Mahmud Ahmadinejad afferma che in Iran gli omosessuali non esistono. È scandalo, dato che tutta l'opinione pubblica mondiale è a conoscenza delle persecuzioni e dello sterminio omosessuale in Medio Oriente. | 1       |
| 2008      | Omicidio di Ahmet Yıldız                                                                                              | Turchia                                | Il 15 luglio 2008 a Istanbul viene assassinato Ahmet Yıldız l'assassinio rappresenta il primo delitto d'onore gay venuto alla luce in Turchia. | 3       |
| 2008      | Omicidio Angie Zapata                                                                                                 | USA                                    | Il 17 luglio 2008 a Greeley in Colorado Allen Andrade picchia fino a procurare la morte Angie Zapata. L'unico motivo che ha spinto l'assassino a compiere il crimine è l'orientamento transessuale della vittima. In seguito Allen Andrade sarà la prima persona condannata per crimine d'odio nella nazione. | 3       |
| 2009      | Ondata di omofobia in Iraq                                                                                            | Iraq                                   | All'inizio del 2009 si è scatenata in Iraq, soprattutto a Bagdad e Sadr City, una violenta repressione dell'omosessualità che ha portato all'omicidio di 25 gay in meno di quattro mesi. | 3       |
| 2009      | Sparatoria contro l'associazione LGBT a Tel Aviv                                                                      | Israele                                | Attentato a matrice omofoba che ha causato due vittime e più di quindici feriti | 3       |
| 2009      | Ondata di violenze omofobiche in Italia                                                                               | Italia                                 | Ondata di aggressioni e violenze rivolte a persone LGBT, culminate con le bombe carta lanciate a Roma tra la folla della "gay street". | 3       |
| 2012      | Ondata di omicidi omofobici in Iraq                                                                                   | Iraq                                   | Da febbraio del 2012 si è scatenata in Iraq, soprattutto a Bagdad e nelle province meridionali, una violenta repressione dell'omosessualità che ha portato all'omicidio di 45 lesbiche e gay in un solo mese. | 3       |
| 2012      | Omicidio di Daniel Zamudio                                                                                            | Cile                                   | Il ventiquattrenne Daniel Zamudio viene violentemente aggredito da un gruppo neonazi. Torturato per ore, è lasciato per morto con molteplici fratture e il corpo marcato da svastiche tracciate con del vetro rotto e bruciature di sigarette. Dopo quasi un mese in stato di coma cerebrale, viene dichiarato morto. | 3       |
| 2013      | Vietata la "propaganda omosessuale"                                                                                   | Russia                                 | La Duma approva all'unanimità una Legge che vieta e punisce la promozione di orientamenti sessuali non tradizionali verso i minorenni. La legge entra in vigore il 30 giugno 2013 dopo la firma di Vladimir Putin. | 2       |
| 2014-2015 | Pena di morte | Siria-Iraq                             | Lo Stato Islamico, al termine di processi sommari, compie numerose esecuzioni capitali nei confronti degli omosessuali, che vengono gettati dal tetto del palazzo più alto della città e poi lapidati. | 3       |
| 2016      | Strage di Orlando | USA                                    | La strage di Orlando è stata una sparatoria di massa avvenuta all'interno del night club Pulse di Orlando, in Florida, nella notte tra l'11 e il 12 giugno. Le vittime accertate sono state 49, oltre all'attentatore, mentre i feriti sono stati 53. Il locale presso il quale è stata compiuta la strage è un night club assiduamente frequentato da omosessuali e, secondo alcune ricostruzioni, la matrice sarebbe omofobica. Quando il killer è entrato all'interno del locale, le persone al suo interno erano all'incirca 320. | 3       |